# Karl Rümker
Christian Karl Ludwig Rümker (28. maj 1788 i Stargard, Mecklenburg-Strelitz—21. december 1862 i Lissabon) var en tysk astronom, far til George Rümker.
Rümker var 1819—20 direktør for navigationsskolen i Hamburg, rejste 1821 til Australien, var til 1830 astronom ved observatoriet i Parramatta (Preliminary catalogue of fixed stars 1832), da han blev direktør for observatoriet i Hamburg. Hans hovedarbejde i Hamburg er stjernekatalogen: Mittlerer Oerter von 12000 Fixsternen (1843—52). Denne sammen med en del ikke publicerede observationer er bearbejdet på ny og udgivet 1922 af Richard Schorr: Carl Rümkers Hamburger Sternverzeichniss 1845 o. (med i alt 17724 stjerner, observeret i Hamburg 1836—56).